# A Collection of Classic Games from the Intellivision
A Collection of Classic Games from the Intellivision (souvent abrégé en Intellivision Classics) est une compilation de jeu vidéo éditée en 1999 par Activision sur PlayStation. 
La compilation regroupe 30 différents jeux sortis sur Intellivision, issus du catalogue Intellivision Productions, émulés et adaptés à la manette de la PlayStation. Chaque jeu est introduit par une courte cinématique et un écran récapitulatif des commandes. Des interviews des programmeurs originaux sont proposées en bonus.

## Liste des jeux
- Armor Battle
- Astrosmash
- Auto Racing
- Baseball
- Basketball
- Boxing
- Checkers
- Chess
- Football
- Frog Bog
- Golf
- Hockey
- Hover Force
- Las Vegas Poker & Blackjack
- Night Stalker
- Pinball
- Sea Battle
- Shark! Shark!
- Skiing
- Sharp Shot!
- Snafu
- Soccer
- Space Armada
- Space Battle
- Space Hawk
- Spiker! Super Pro Volley Ball
- Stadium Mud Buggies
- Star Strike
- Sub Hunt
- Tennis